# Tatort: Klassen-Kampf
Klassen-Kampf ist ein Fernsehfilm aus der Krimireihe Tatort. Der vom Bayerischen Rundfunk unter der Regie von Friedemann Fromm produzierte Beitrag wurde am 5. Juni 1994 im Ersten als 293. Folge der Reihe erstgesendet. Für die Kommissare Ivo Batic und Franz Leitmayr ist es der achte Fall.

## Handlung
Der jugendliche Kroate Drago Stepanovic gerät bei einem Schulfest in einen massiven Streit mit dem Bruder seiner Freundin Elke Seidel. Kalle Seidel ist Mitglied einer ausländerfeindlichen Gruppe von Neonazis und will nicht, dass sich seine Schwester mit einem „Kanaken“ abgibt. Ehe der Streit eskalieren kann, greifen die Lehrer Dr. Klaus Sperber und Rainer Schäfer ein. An letzterem lässt später Kalle seinen Frust aus und Sperber rät ihm, sich gegen die Bande zur Wehr zu setzen, die gerade dabei ist, das Gebäude zu stürmen und von Drago und seinen Anhängern verfolgt wird. Kurze Zeit später stürzt Kalle Seidel aus einem Fenster im vierten Stock. Alle Beteiligten suchen eiligst das Weite und so wird er erst am nächsten Tag vom Hausmeister tot aufgefunden.
Die Kommissare Ivo Batic und Franz Leitmayr ermitteln und versuchen herauszufinden, ob es ein Selbstmord war, oder ob ein Tötungsdelikt vorliegt. Sie erfahren von der Vertrauenslehrerin Heppa, dass die Schule aufgrund permanenter gewalttätiger Übergriffe seitens der Schüler kurz vor der Schließung steht. Somit vermuten die Ermittler, dass Seidel sich nicht freiwillig in den Tod gestürzt hat. Dennoch verteidigt Direktor Sperber die Selbstmord-These. Er möchte nicht, dass unnötig „Staub aufgewirbelt wird.“ Er hat bereits drei Jahre aufwendige Arbeit in sein etwas autoritäres Erziehungskonzept investiert, welches er sich ungern kaputt machen lassen will.
Aufgrund des Streits auf dem Schulfest, gerät Drago in den Verdacht, mit Kalles Tod etwas zu tun zu haben. Auch Frank Hoffmann, der beste Freund des Opfers wird befragt. Batic bekommt dabei den Hass und die Feindseligkeit der Neonazis direkt zu spüren, wovor Leitmayr ihn nur bedingt schützen kann.
Trotz aller Hindernisse träumen Drago und Elke von einer gemeinsamen Zukunft. Doch Drago benimmt sich auffallend verdächtig, als er sich einer erneuten Befragung von Batic entzieht und auf seiner Flucht Direktor Sperber mit einem Messer verletzt. Dragos Freund erklärt, dass an dem Abend noch jemand im Gebäude gewesen wäre und dass Drago Kalle nicht aus dem Fenster gestoßen hätte. Die Kommissare würden ihn gern noch einmal verhören, jedoch ist Drago untergetaucht.
Aufgrund der medialen Aufmerksamkeit, die der Bandenkrieg der Münchner Schüler erreicht hat, beschließen Kalles Freunde loszuziehen, um den vermeintlichen Täter auf eigene Faust zu stellen. Batic und Leitmayr haben indessen eine Spur zu Drago und hoffen ihn vor den aufgebrachten Neonazis zu finden. Das gelingt ihnen, doch sind auch sie mittlerweile davon überzeugt, dass Drago unschuldig ist.
Klassenlehrer Schäfer scheint durch die ständige Aggressivität seiner Schüler überfordert. Zudem ist offensichtlich, dass Kalle und sein Freund Frank ihn für ihre schlechten Noten verantwortlich machen und ihn möglicherweise unter Druck gesetzt haben. Nachdem an Schäfers Hose Blut des Opfers gefunden wird, gerät er unter Tatverdacht. So gibt er den Kommissaren gegenüber zu, dass er an jenem Abend mit Kalle in einen Konflikt geraten war, in dessen Folge der Junge aus dem Fenster gestürzt sei.
Während die Kommissare Schäfer und Sperber verhören, haben sich die Neonazis Goran Stepanovic als Geisel genommen. Beim Versuch, der Bande zu entkommen, läuft der Junge direkt in ein Auto und stirbt. Bandenchef Robert Schneider wird daraufhin festgenommen, jedoch muss er mangels Beweisen wieder freigelassen werden. Gorans großer Bruder Drago, will Schneider daraufhin ebenfalls mit einem Auto überfahren, bricht dieses Vorhaben jedoch ab, als Batic sich ihm in den Weg stellt. Nachdem Schneider dem Kommissar für seinen waghalsigen Rettungseinsatz Beifall klatscht, droht er Schneider an, dass er ihn schon noch kriegen würde.

## Rezeption

### Kritik
Die Kritiker der Fernsehzeitschrift TV Spielfilm urteilen: „Harter, daueraktueller Stoff!“ Sowie: „Aufwühlender Krimi, authentische Studie.“

### Einschaltquote
Die Erstausstrahlung von Klassen-Kampf am 5. Juni 1994 wurde in Deutschland von 8,12 Millionen Zuschauern gesehen und erreichte einen Marktanteil von 25,1 Prozent für Das Erste.